# Джефруд-е-Паїн
Джефруд-е-Паїн (перс. جفرودپائين) — село в Ірані, у дегестані Лічарґі-є-Хасан-Руд, у Центральному бахші, шагрестані Бендер-Анзалі остану Ґілян. За даними перепису 2006 року, його населення становило 760 осіб, що проживали у складі 228 сімей.

## Клімат
Середня річна температура становить 14,17 °C, середня максимальна – 28,00 °C, а середня мінімальна – -0,62 °C. Середня річна кількість опадів – 1161 мм.
| Клімат поселення                              | Клімат поселення | Клімат поселення | Клімат поселення | Клімат поселення | Клімат поселення | Клімат поселення | Клімат поселення | Клімат поселення | Клімат поселення | Клімат поселення | Клімат поселення | Клімат поселення | Клімат поселення |
| Показник                                      | Січ.             | Лют.             | Бер.             | Квіт.            | Трав.            | Черв.            | Лип.             | Серп.            | Вер.             | Жовт.            | Лист.            | Груд.            |                  |
| Середній максимум, °C                         | 8,30             | 8,69             | 11,64            | 17,22            | 21,69            | 25,30            | 28,00            | 27,80            | 24,72            | 20,75            | 15,81            | 11,37            |                  |
| Середня температура, °C                       | 3,85             | 4,22             | 7,24             | 12,80            | 17,24            | 20,80            | 23,91            | 23,70            | 20,64            | 16,66            | 11,74            | 7,28             |                  |
| Середній мінімум, °C                          | −0,62            | −0,24            | 2,74             | 8,30             | 12,79            | 16,34            | 19,82            | 19,60            | 16,54            | 12,58            | 7,64             | 3,20             |                  |
| Норма опадів, мм                              | 118              | 93               | 85               | 46               | 44               | 29               | 28               | 61               | 131              | 204              | 179              | 143              |                  |
| Середньомісячна швидкість вітру, м/с          | 2.33             | 2.42             | 2.42             | 2.41             | 2.43             | 2.70             | 2.60             | 2.40             | 2.22             | 2.13             | 2.04             | 2.10             |                  |
| Середньомісячна сонячна радіація, кДж/м²·день | 6785             | 8915             | 10945            | 15660            | 20088            | 22464            | 23190            | 19503            | 15838            | 10762            | 8478             | 6494             |                  |
| --------------------------------------------- | ---------------- | ---------------- | ---------------- | ---------------- | ---------------- | ---------------- | ---------------- | ---------------- | ---------------- | ---------------- | ---------------- | ---------------- | ---------------- |
| Джерело:                                      |                  |                  |                  |                  |                  |                  |                  |                  |                  |                  |                  |                  |                  |